# Fernand Farssac
Fernand Farssac, né le 19 avril 1902 et mort le 26 février 1964, surnommé « Toutyva »,  est un gendarme résistant et Juste parmi les nations. Pendant la Seconde Guerre mondiale, il sauve des dizaines de Juifs réfugiés à Lautrec avant de rejoindre le maquis. Il organise ensuite les Juifs sauvés et les forme, établissant avec eux un réseau de résistance dans le Tarn avant de les disperser dans les maquis environnants.
En tout, Farssac aurait sauvé près de 80 Juifs.

## Biographie
Fernand Emile Justin Alexandre Farssac naît le 19 avril 1902 au Garric,. Son père, Auguste Farssac, est mineur, sa mère, Marie-Julienne née Fenouillet n'a pas d'emploi renseigné,. En 1924, il épouse Ernestine, née Fournier, et ils ont un fils, Gérard Farssac,.

### Seconde Guerre mondiale
Adjudant puis brigadier-chef, il est chef de la gendarmerie de Lautrec,.
Pendant l'Occupation, dès 1940, Farssac entretient des relations amicales avec le Chantier Rural des Éclaireurs Israëlites de France. Il refuse les ordres de déportation et décide de dissimuler les dizaines d'adolescents qui sont là. Farssac parvient à déjouer les tentatives de la Gestapo localement. Il cache au moins à cinq reprises les adolescents Juifs. En parallèle à ces activités de protection, le gendarme établit le maquis Toutyva, qui porte son nom de guerre. Farssac espionne les Allemands en mettant sur écoute leurs communications télégraphiques, son fils est aussi impliqué dans le sauvetage, par exemple, la nuit du 9 juin 1943, les deux se coordonnent en urgence pour cacher les Juifs d'une descente imminente de la Gestapo.
Après un certain temps passé à les protéger, il se fait porter malade et passe en clandestinité avec son fils, Gérard. Il s'enfuit alors, forme les adolescents Juifs pour qu'ils puissent rejoindre chacun un maquis, en forme plus de 70. Il reçoit aussi les parachutages et les transmet aux maquis.
En tout, il est crédité du sauvetage d'environ 80 Juifs.

## Postérité
En 2003, Yad Vashem lui octroie le titre de Juste parmi les nations en récompense de ses actions pendant la Shoah,,. En 2015, Lautrec organise un hommage municipal à Fernand Farssac. En 2018, une plaque à son nom est dévoilée à Lautrec,. En 2023, sa figure est le centre d'une exposition dans la caserne de Graulhet.
Son fils témoigne en son nom, notamment auprès d'élèves et de lycéens. En 2024, la 59e promotion de l'école de sous-officiers de gendarmerie à Tulle est nommée « Fernand Farssac ».